# 古特内克
古特内克是德国巴伐利亚州的一个市镇。总面积35.08平方公里，总人口868人，其中男性452人，女性416人（2011年12月31日），人口密度25人/平方公里。